# Droga wojewódzka nr 174
Droga wojewódzka nr 174 (DW174) – droga wojewódzka w województwie lubuskim i wielkopolskim. Długa na ok. 54 km trasa łączy Drezdenko przez Krzyż Wielkopolski i obrzeża Wielenia z Kuźnicą Czarnkowską. Na całej długości trasa biegnie równolegle do koryta Noteci.

## Miejscowości na trasie
- Drezdenko
- Stare Bielice
- Krzyż Wielkopolski
- Huta Szklana
- Wieleń
- Nowe Dwory
- Jędrzejewo
- Gajewo
- Kuźnica Czarnkowska